# Баранело
Баранело (на италиански: Baranello) е град и община в провинция Кампобасо, в италианския регион Молизе, намиращ се на 10 km югозападно от Кампобасо, Южна Италия. Името на града е производно от Монте Вайрано, което е било името на върха на хълма на село Самниум, сега археологически обект. Към 31 декември 2001 година, населението му е 2806 а площта му е 24,8 km².
Община Баранело граничи с общините Бусо, Коле д'Анкизе, Спинете и Винкиатуро.